# Mezquita Haji Yusifli
La Mezquita Haji Yusifli (en azerí: Hacı Yusifli məscidi) fue una mezquita en la ciudad de Shusha de Azerbaiyán.

## Historia

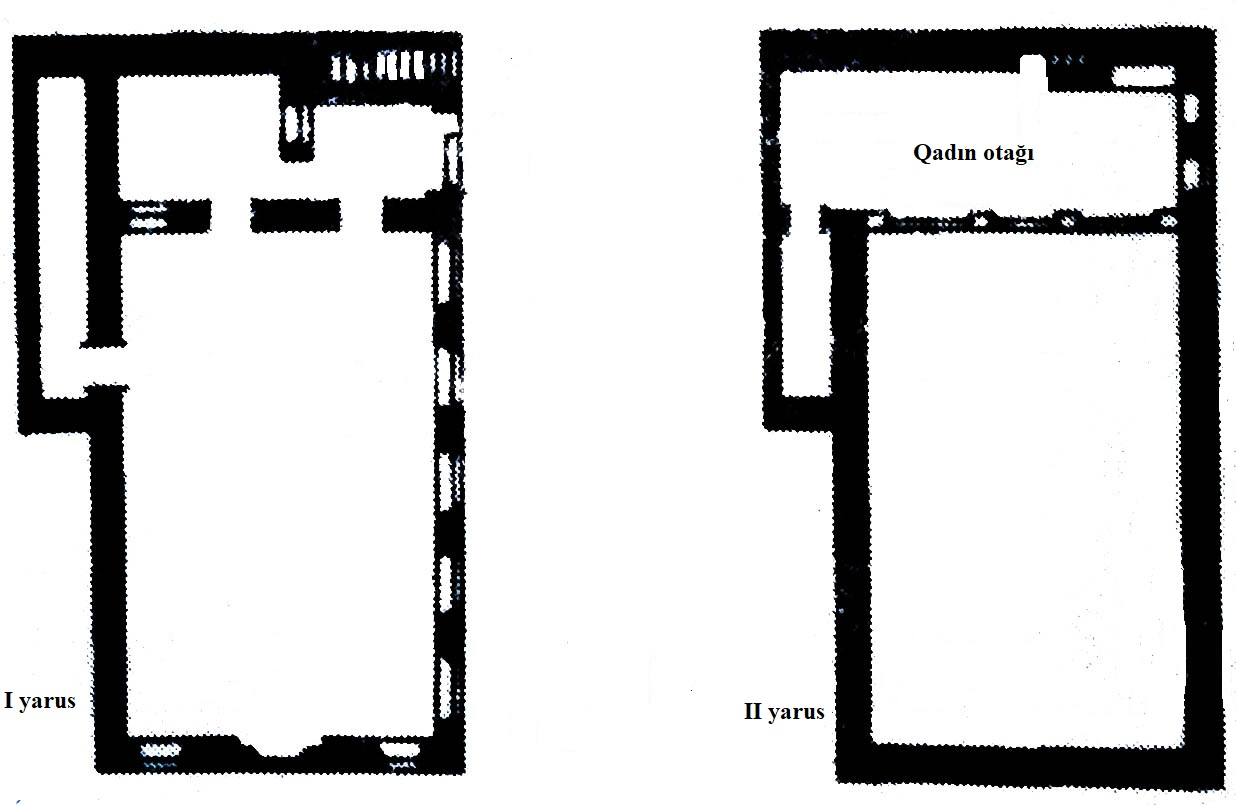
Plano de la Mezquita Haji Yusifli

La Mezquita Haji Yusifli fue construido en el siglo XVIII. La mezquita fue una de las diecisiete mezquitas que se encontraban en la ciudad de Shusha y fue situada en las intersecciones de las calles Gasim bey Zakir y G.Ismayilov.
La mezquita Haji Yusifli fue destruida durante los 30 años de ocupación. El 8 de noviembre de 2020 la ciudad de Shusha fue liberada por las fuerzas de Azerbaiyán.
En la Mezquita Haji Yusifli no había minarete como otras mezquitas Chukur Mahalla y Julfalar. La mezquita fue incluida en la lista de monumentos arquitectónicos de la historia y la cultura de importancia local en el año 2001 según la orden del Gabinete de Ministros de la República de Azerbaiyán.